# Libitina
Libitina (lat. Libitina), rimska boginja koja je vezana za pogrebne ceremonije.
Njeno svetilište se nalazilo u svetom gaju u blizini Aventina (lucus Libitinae). Tu je bilo sedište rimske pogrebne službe i mesto gde su vođeni spiskovi umrlih, na osnovu drevnog običaja da porodica umrlog mora darovati jedan novčić ovoj boginji. Time je omogućeno evidentiranje broja stanovnika u gradu, jer je Servije Tulije naredio da se na isti način postupi i prilikom rođenja deteta (darovanjem novčića Junioni), kao i prilikom sticanja punoletstva (darovanjem novčića boginji Iuventas).
Vremenom je izvorni kult boginje Libitine bio zaboravljen, pa je pogrešno poistovećivana sa Venerom, koja je takoće imala hram u ovom gaju i zvala se Venus Libitina (od libido — strast, čežnja).

## Literatura
- Bujuklić, Žika; (2010). Forum Romanum - Rimska država, pravo, religija i mitovi, Beograd.